# 알마 하르엘
알마 하르엘(히브리어: עלמה הראל, 영어: Alma Har'el, 1976년 ~ )은 이스라엘의 뮤직비디오 감독, 영화 감독이다. 2011년 다큐멘터리 영화 《봄베이 비치》를 통해 트라이베카 영화제 최우수 장편 다큐멘터리 영화상을 수상했다. 2019년 영화 《허니 보이》를 통해 극영화 감독으로도 데뷔했다.

## 작품 목록

### 영화
- 봄베이 비치 (2011, 다큐)
- 러브트루 (2016, 다큐)
- 11/8/16 (2017, 다큐)
- 허니 보이 (2019)